# Сердика (крепость)
Се́рдика (лат. Serdica) — древний город во Фракии. Сердика — Средец — античный и средневековый укреплённый город в центре города Софии, столицы Болгарии.
Раскрыты и экспонированы Ротонда Святого Георгия IV века с остатками дворца императора Константина І Великого и античная улица; Восточные крепостные ворота; руины крепостного бастиона близ Сердикийского термального минерального источника; семейный параклис Святого Николая со стенами дворца Севастократора Калояна (XIII век); церковь Святой Петки (Параскевы) старая 1241 года; церковь Святого Спаса; позднесредневековая Церковь Святой Петки самарджийской и другие.

## История
Поселение фракийского племени сердов, возникшее возле Сердикийского термального минерального источника, одного из многих в Софийской котловине в VIII веке до н. э., археологически прослежено до неолитической стоянки. Около VI века до н. э. завоёвано одрисами, царство которых покорили македоняне при царе Филиппе II.
Название Сердика (Serdica) присвоено городу римлянами, после завоевания в 29 году у одрисов, видимо, противопоставляя их историческим притязаниям воспоминание о древних сердах. Император Траян (98—117) даровал городу права римского гражданства (муниципий Ульпия Сердика (Ulpia Serdica), по имени Траяна Ульпий).
Став центром римской провинции Нижняя Дакия, впоследствии Фракии (с 395 года в Восточной Римской империи — Византии), Сердика в течение II века сильно выросла в «большой и неприступный» (по свидетельству Аммиана Марцеллина, 357 год) город, любимую резиденцию римского императора Константина (306—337). Здесь в 343 году в соборе Святой Софии состоялся Сердикийский собор.
В V—VI веках в эпоху Великого переселения народов город переживает нашествия готов и других варварских племён, был захвачен гуннами Аттилы. При императоре Юстиниане (527—565), город возрождается как важный административный центр и мощная крепость под именем Триадица. Епископская кафедра (со времён императора Константина) подчинена архиепископу города Юстиниана Прима.
Во время болгаро-византийской войны (807—815) хан болгар Крум в 809 году захватил город. Город заслуженно стал пограничной болгарской крепостью Средец (Serdica → ст.‑слав. Срѣдьць).

## Архитектура
По масштабам город был невелик, но многообразен по своему градостроительному плану и архитектуре. В римский период в городе были сооружены башни, крепостные стены, термы, административные и культовые здания, гражданская базилика и булевтерион (большой амфитеатр).
В византийскую эпоху была реставрирована римская ротонда, впоследствии превращенная в раннехристианский храм — церковь Святого Георгия.

## Галерея

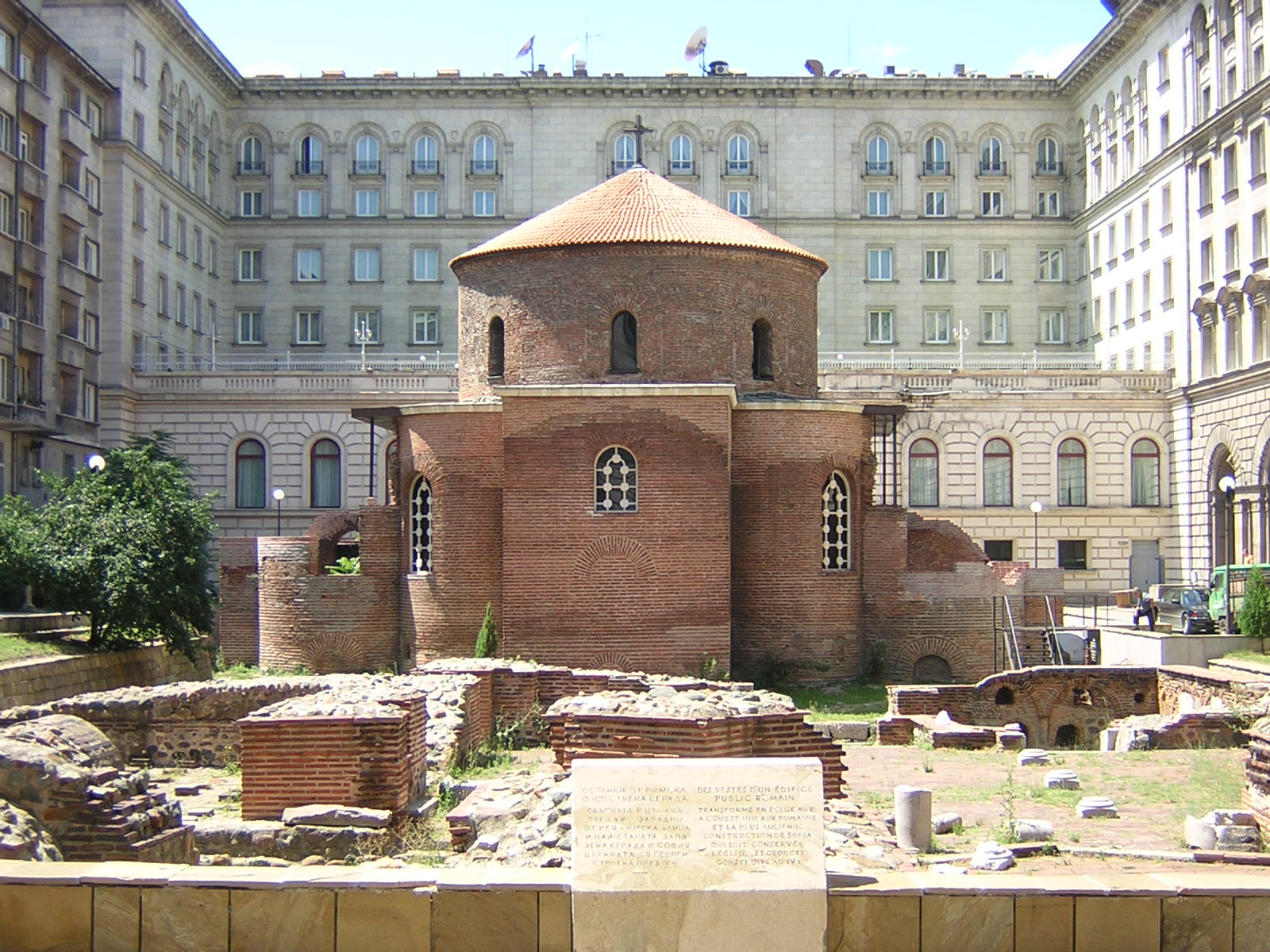
Руины античной Сердики — Ротонда св. Георгия и резиденция императора Константина І Великого, IV век.
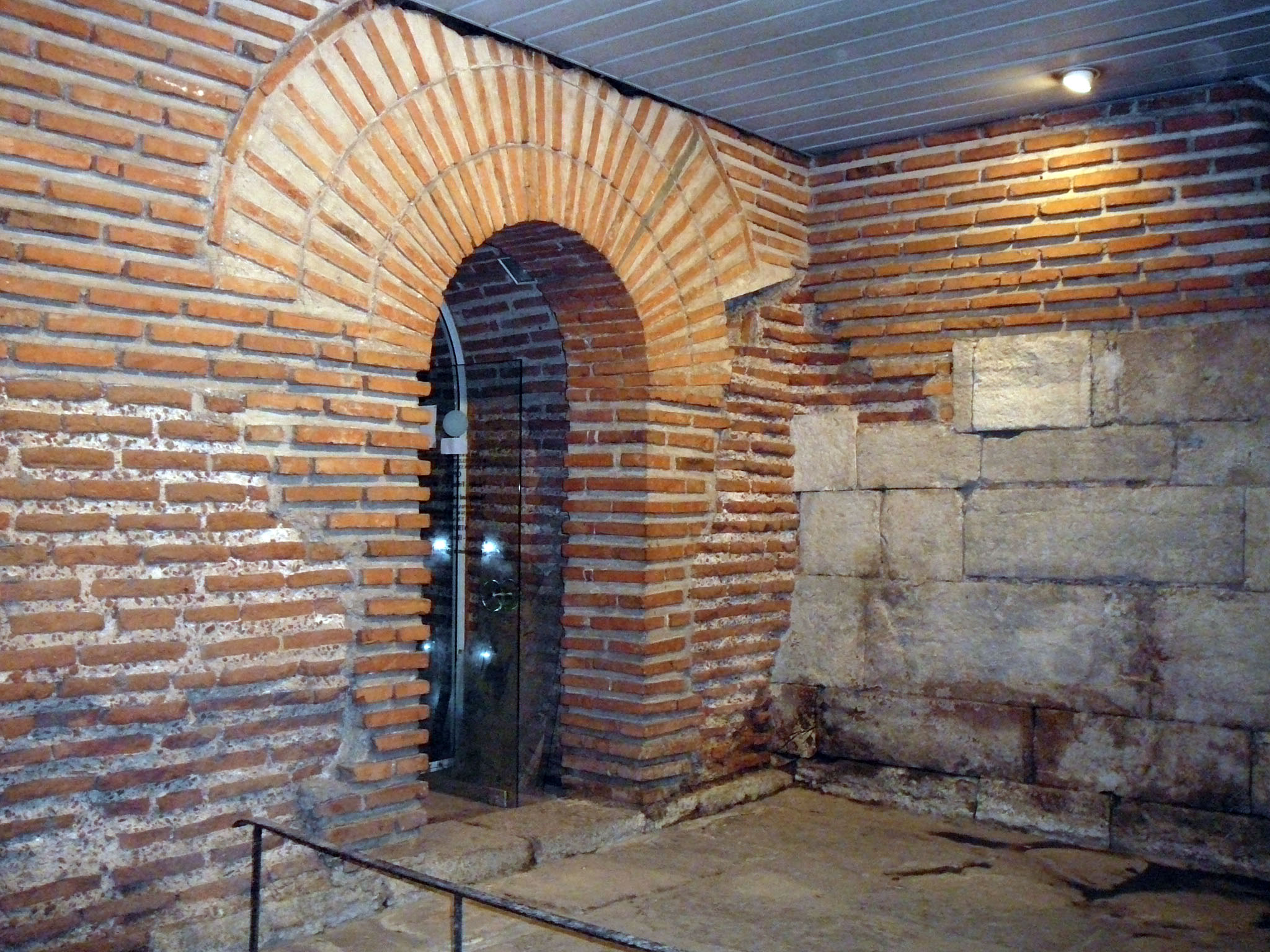
Потерна у Восточных крепостных ворот.
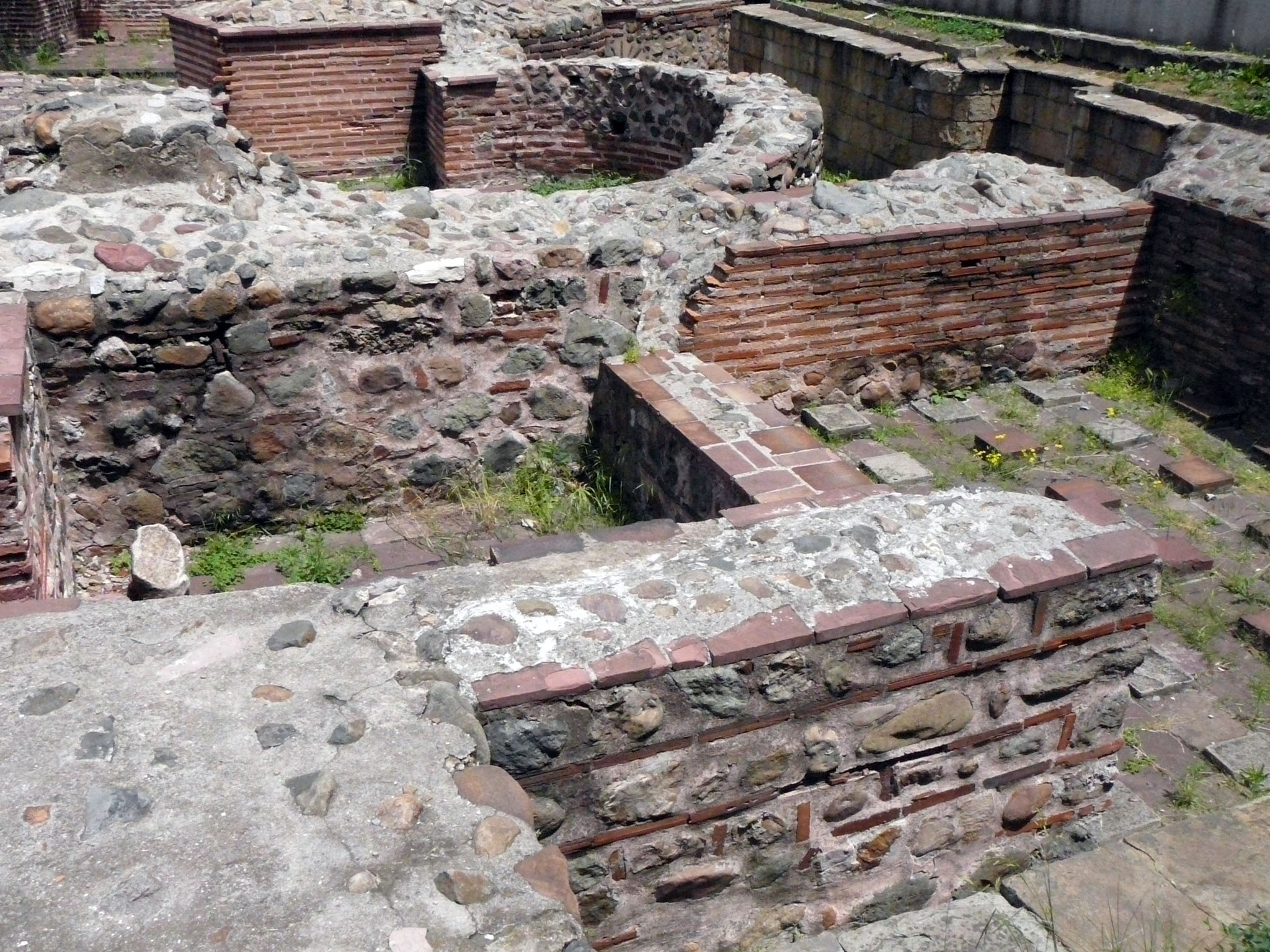
Руины резиденции императора Константина І Великого.